# Kellerwald
La Kellerwald è una catena montuosa dell'Assia, nella Germania centrale. Situata a circa 40 chilometri a sud-ovest di Kassel, culmina nell'altura del Wüstegarten, a 675 metri sul livello del mare. La parte settentrionale della catena è compresa nel Parco nazionale di Kellerwald-Edersee.